# Оподепе
Оподепе (исп. Opodepe) — посёлок в Мексике, штат Сонора, входит в состав одноимённого муниципалитета и является его административным центром. Численность населения, по данным переписи 2020 года, составила 295 человек.

## Топонимика
Название Opodepe с языка индейцев племени опата можно перевести как — долина железного дерева.

## Общие сведения
Поселение было основано миссионерами-иезуитами в 1649 году, как миссия для евангелизации местного населения.
Население, в основном, занято сельским хозяйством и скотоводством.